# Tragiscus
Genre
Tragiscus est un genre d'insectes coléoptères de la super-famille des scarabées et de la famille des Scarabaeidae.

## Répartition
Ce genre monotypique se rencontre en Afrique orientale, dans l'Est de l'Afrique centrale et en Afrique australe.
Il est notamment présent en République démocratique du Congo,, au Mozambique, en Ouganda et en Afrique du sud,.

## Description

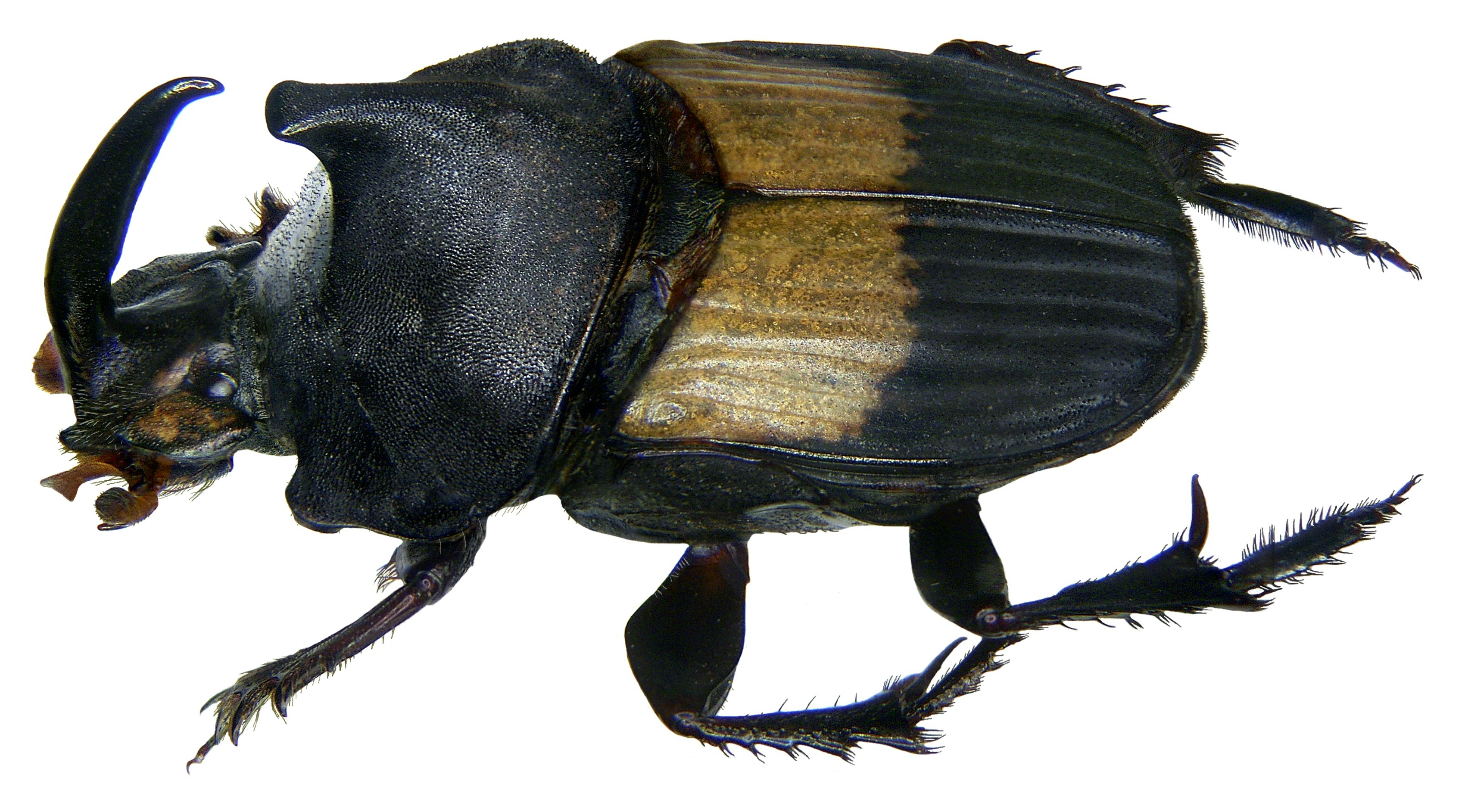
Tragiscus dimidiatus ♂

La tête est semi-circulaire et largement émarginée à l'avant. Elle présente des cornes sur le sommet, une seule chez le mâle et deux courtes et recourbées en arrière chez la femelle.
Le pronotum est déprimé avec une abrupte déclivité à l'avant et des côtés plus ou moins sinués en avant des angles antérieurs et régulièrement convexes depuis les angles latéraux jusqu'à la base. Il n'est pas rebordé en son milieu. L'écusson est petit et étroit. Le métasternum présente, sur le tiers antérieur, deux carinules longitudinales arquées rejoignant à l'avant la suture mésométasternale en relief.
La partie inférieure du corps est cintrée presque uniformément et ne présente pas de trous au milieu du thorax et sur les premiers segments abdominaux.
Les élytres sont sub-planaires avec une carène latérale très saillante.
L'espace entre les pattes médianes est faible et les pattes postérieures sont si proches qu'il ne reste presque plus d'espace entre elles. Le premier article des tarses médians et postérieurs est très développé et beaucoup plus long que les autres articles réunis. Le postérieur est plus fortement explané que le médian. Le premier article des tarses postérieurs est très aplati et fortement dilaté et les autres articles sont aplatis et fortement triangulaires,.
Le pygidium est vertical à la base et non caréné transversalement.
Le dessus du corps est en grande partie garni de squamules spatuliformes très petites.

## Comportement
Ce genre niche dans les excréments et ne les déplace pas.

## Systématique
Le genre Tragiscus a été nommé par l'entomologiste allemand Johann Christoph Friedrich Klug en 1855. Il fait partie de la tribu des Oniticellini.

### Publication originale
- Klug, J. C. F. 1855. Diagnosen der neuer Coleopteren aus Mossambique. Bericht über die zur Bekanntmachung geeigneten Verhandlungen der Koniglich-Preussischen Akademie der Wissenschaften zu Berlin, 20: 643-660 [651]. (BHL) (Tragicus p. 651)

### Liste des synonymes
- Deronitis Arrow, 1933[2],

### Liste des espèces
Ce genre est monotypique :
- Tragiscus dimidiatus

### Genre similaire
Le genre Tragiscus est assez similaire au genre Eurysternus mais il est moins allongé et l'insertion des pattes médianes et postérieures n'est pas tout à fait similaire.